# (5960) Wakkanai
(5960) Wakkanai és un asteroide pertanyent al cinturó d'asteroides, regió del sistema solar que es troba entre les òrbites de Mart i Júpiter, descobert el 21 d'octubre de 1989 per Masaru Mukai i el també astrònom Masanori Takeishi des de l'Estació Kagoshima, Japó.
Va ser designat provisionalment com 1989 US i després anomenat Wakkanai en homenatge a la ciutat de Wakkanai, situada en l'extrem nord del Japó, és coneguda per la seva indústria marina, indústria lletera i indústria turística. El segon descobridor va viure en Wakkanai durant quatre anys, i aquest nom es va proposar com a mostra del seu agraïment a la gent de la ciutat.
Wakkanai s'hi troba a una distància mitjana del Sol de 2,188 ua, i pot allunyar-se fins a 2,525 ua i acostar-se fins a 1,852 ua. La seva excentricitat és 0,153 i la inclinació orbital 4,318 graus. Empra 1.182,90 dies a completar una òrbita al voltant del Sol. La magnitud absoluta de Wakkanai és 13,8. Fa 4,665 km de diàmetre i té una albedo estimada de 0,295.